# アントニオ・ソアレス・ドス・レイス
アントニオ・マヌエル・ソアレス・ドス・レイス（António Manuel Soares dos Reis、1847年10月14日 - 1889年2月16日）は、ポルトガルの彫刻家である。ポルトガルの近代彫刻を代表する彫刻家となったが41歳で自殺した。

## 略歴
ポルトガル北部ポルト県のヴィラ・ノヴァ・デ・ガイアで実業家のManuel Soares Júniorの息子に生まれた。母方の祖父の姓ドス・レイスを継承してソアレス・ドス・レイスの姓で活動した。幼い頃から木彫や粘土細工の作品を作り、その才能が近くに住む画家たちが美術を学ばせることを父親に勧めさせた。
1861年に14歳でポルトの美術学校（Escola Superior de Belas-Artes do Porto）に入学し、画家のジョアン・アントニオ・コレイラ（1822-1896）らに学んだ。1866年に彫刻コースを修了し、20歳で海外留学の資格を得た。1867年に胸像のコンクールで優勝した後、パリに留学しパリ国立高等美術学校で彫刻家のフランソワ・ジョフロワやアドルフ・イヴォン、イポリット・テーヌに学んだ。普仏戦争が始まったため帰国を余儀なくされた後ローマで留学を続けることになり、1871年にローマに移った。ローマで代表作とされる『亡命者（O desterrado）』（1872年）を制作した。
1872年に留学を終えるとポルトに戻り、様々なモニュメントを制作した。1880年から母校の教授となった。1885年に結婚した。美術学校の同僚からの教育の改革に対する抵抗や作品に関する中傷などに苦しみ1887年にポルトの美術界を離れた。
1889年に41歳でヴィラ・ノヴァ・デ・ガイアの自らの工房で拳銃自殺をした。
没後の1911年にポルトの博物館（旧名 Museum Portuense）は、ソアレス・ドス・レイスの業績を記念して、「Museu Nacional Soares dos Reis」と改名され、ドス・レイスの重要な作品を収蔵している。

## 作品

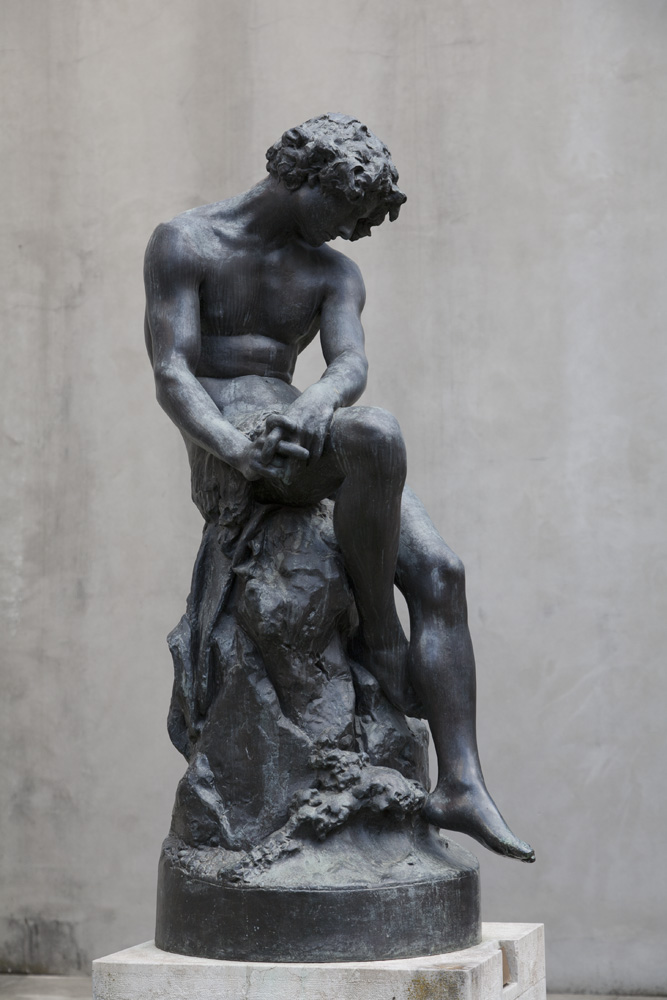
『亡命者（O desterrado）』(1872) リスボン国立近代美術館
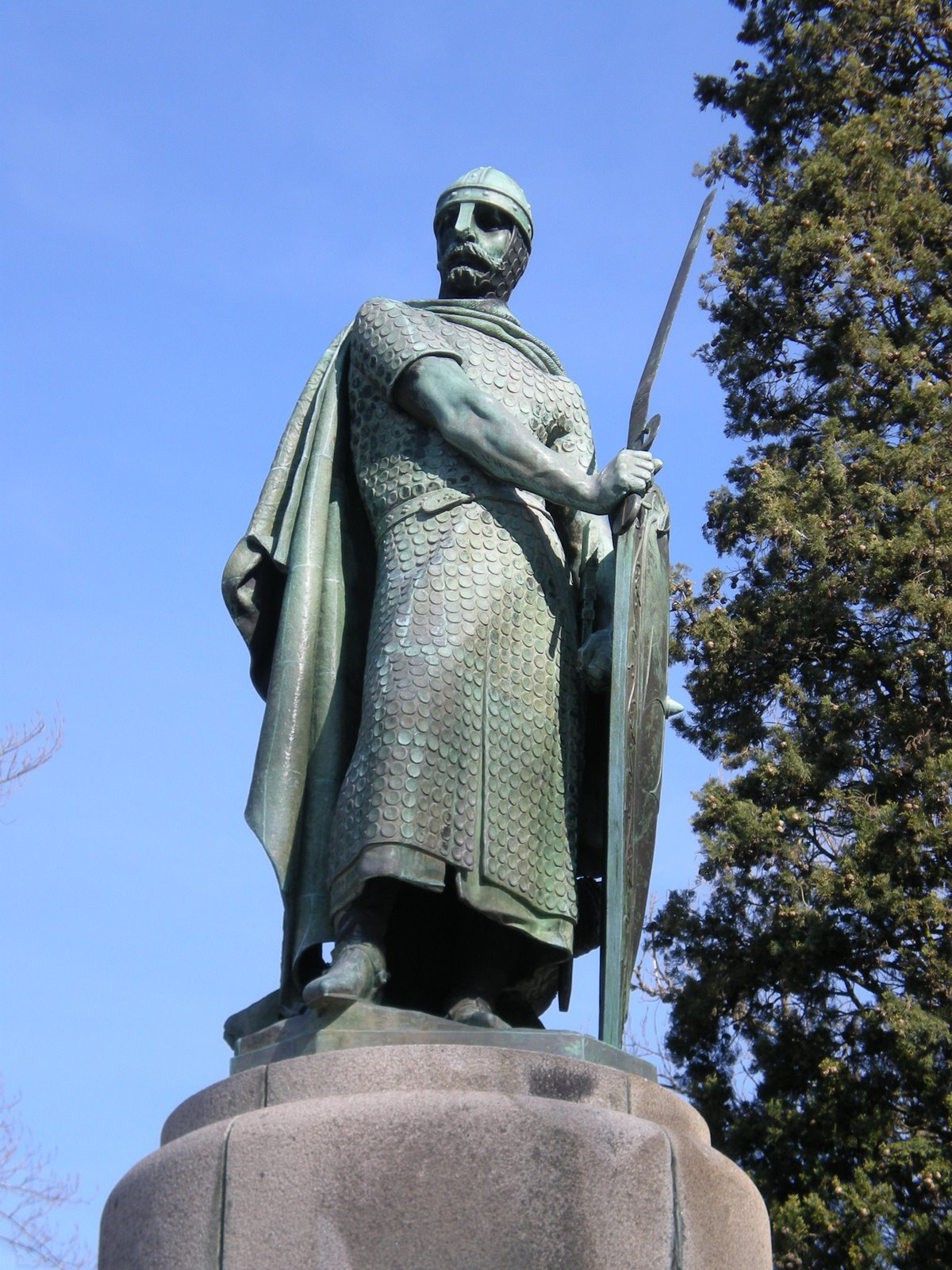
ギマランイシュのアフォンソ1世の記念像
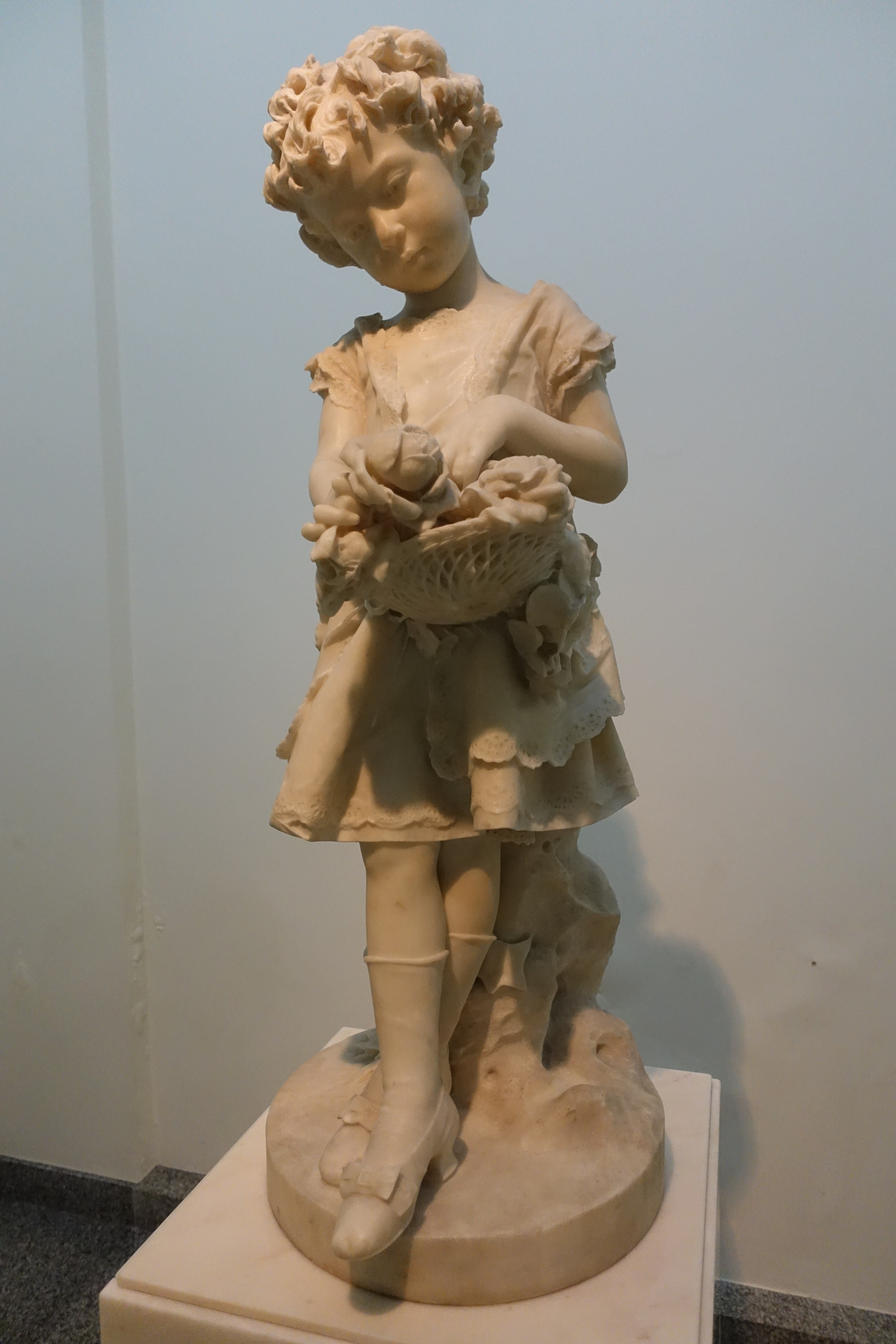
少女像 ソアレス・ドス・レイス国立博物館
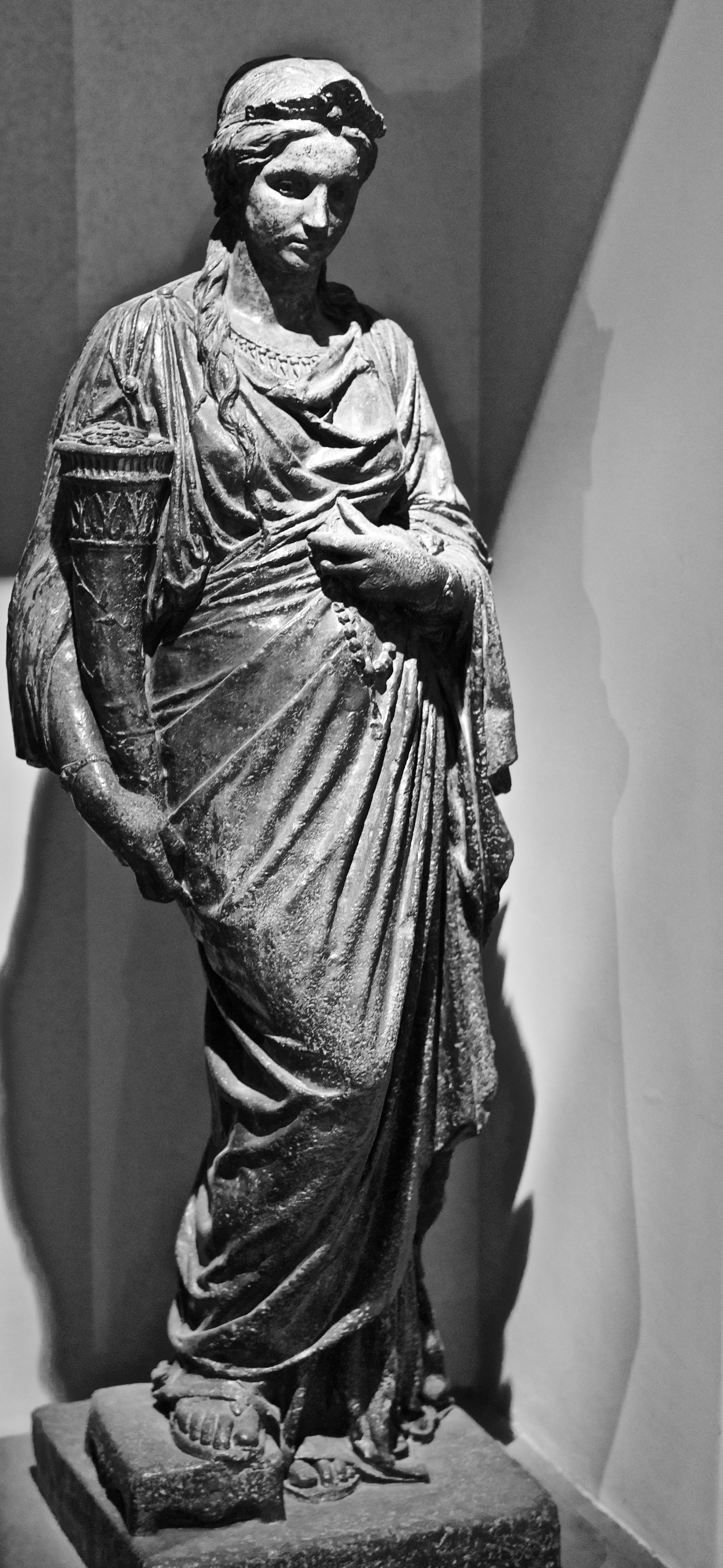
La Richesse (1877) リスボン国立近代美術館